# Concursul Muzical Eurovision Junior 2011
Concursul Muzical Eurovision Junior 2011 a fost a noua ediție și s-a desfășurat în Erevan, Armenia în Complexul Karen Demirchyan. Este prima dată când concursul s-a ținut în țara în care anul precedent a câștigat. 2 țări s-au retras, iar una a revenit.

## Locație
Pe 18 ianuarie 2011, European Broadcasting Union a anunțat că țara gazdă a concursului din 2011 este Armenia. În competiția pentru găzduirea concursului au mai participat: Belarus (care a mai găzduit concursul și în 2010), Rusia, Georgia și Suedia.

## Design
Logo-ul oficial al concursului a fost anunțat pe data de 15 iulie 2011, chiar dacă s-a spus că se va anunța pe 1 iunie. Logo-ul face aluzie la muntele Ararat.

## Selecții naționale
| - Armenia - 17 septembrie - Belarus - 23 septembrie - Belgia - 30 septembrie - Bulgaria - 2 octombrie - Georgia - 9 iulie - Letonia - Lituania - 18 septembrie | - Republica Macedonia - 24 septembrie - Republica Moldova - 6 octombrie - Rusia - 29 mai - Suedia - Țările de Jos - 1 octombrie - Ucraina - 31 iulie |

## Reguli schimbate
S-a anunțat că se va putea vota după ce toate piesele au fost interpretate (ca în anii 2003-2005) și că anul acesta cel care spune voturile unei țării o să spună toate voturile (ca în 2003-2004).

## Participanți
EBU a ținut multe discuții anul acesta pentru reîntoarcerea sau debutul anumitor țări. De exemplu, EBU a discutat mult cu România (TVR), aceasta refuzând din lipsa fondurilor. EBU a mai discutat și cu țările nordice care nu participă anul acesta, mai precis cu Finlanda (YLE), Norvegia (NRK) și Danemarca (DR), dar acestea au refuzat din cauza lipsei de interes a populației. Văzând că din partea vestică a Europei nu participă decât 2 țări, EBU a decis șă discute cu Spania, Italia și San Marino. Italia și San Marino și-au exprimat dorința de a participa, dar le era teamă că este prea târziu să se înscrie și nu vor putea desfășura Selecția Națională pentru a alege reprezentantul. Cu puțin timp înainte de 15 iulie, se anunțase că sunt 12 țări înscrise, dar nu se știa care este a 12-a. Când pe 15 iulie s-a aflat lista cu cele 12 țări înscrise, s-a aflat și cea de-a 12-a țară înscrisă, anume San Marino, selecția urmând s-o facă pe postul SMRTV. Letonia, Serbia și Malta au renunțat din cauze financiare sau din cauza proastelor rezultate. EBU a discutat cu Bulgaria și Grecia pentru a se reîntoarce, dar era foarte puțin probail să se întoarcă după ce lista participanților a fost deja făcută publică, dar se pare că, totuși, Bulgaria s-a întors. La început Letonia și-a anunțar retragerea, după care pe 9 septembrie, pe site-ul oficial al concursului a apărut știrea că, totuși, Letonia nu s-ar retrage. Pe data de 07 octombrie, San Marino a anunțat că se va retrage din concurs.
| Pozitie | Țara de proveniență | Limbă               | Artist            | Cântec             | Traducere            | Poziție | Puncte |
| ------- | ------------------- | ------------------- | ----------------- | ------------------ | -------------------- | ------- | ------ |
| 01      | Rusia               | rusă                | Ekaterina Riabova | Romeo and Juliet   | Romeo și Julieta     | 4       | 99     |
| 02      | Letonia             | letonă              | Amanda Bašmakova  | Meness suns        |                      | 13      | 31     |
| 03      | Republica Moldova   | română, engleză     | Lerika            | No-No              | Nu-Nu                | 6       | 78     |
| 04      | Armenia             | armeană, engleză    | Dalita            | Welcome To Armenia | Bun venit în Armenia | 5       | 85     |
| 05      | Bulgaria            | bulgară             | Ivan Ivanov       | Supergheroi        | Supererou            | 8       | 60     |
| 06      | Lituania            | lituaniană          | Paulina Skrabytė  | Debesys            | Nori                 | 10      | 53     |
| 07      | Ucraina             | ucraineană, engleză | Kristall          | Evropa             | Europa               | 11      | 42     |
| 08      | Republica Macedonia | macedoneană         | Dorijan Dlaka     | Žimi ovoj frak     | Jur pe acest frac    | 12      | 31     |
| 09      | Țările de Jos       | neerlandeză         | Rachel            | Teenager           | Sunt un adolescent   | 2       | 103    |
| 10      | Belarus             | rusă                | Lidia Zabloțkaia  | Angelî dobra       | Îngerii bunătății    | 3       | 99     |
| 11      | Suedia              | suedeză             | Erik Rapp         | Faller             | Cădere               | 9       | 57     |
| 12      | Georgia             | georgiană           | Candy             | Candy music        | Muzică dulce         | 1       | 108    |
| 13      | Belgia              | neerlandeză         | Femke             | Een kusje meer     | Un sărut mai mult    | 7       | 64     |

## Puncte acordate
|             |                                           | Rezultate |         |         |          |           |         |           |             |         |        |         |         |    |    |
| Total Score | Russia                                    | Latvia    | Moldova | Armenia | Bulgaria | Lithuania | Ukraine | Macedonia | Netherlands | Belarus | Sweden | Georgia | Belgium |    |    |
| Concurenți  | Rusia                                     | 99        |         | 10      |          | 10        | 12      | 10        | 8           |         | 7      | 7       | 12      | 1  | 10 |
| Concurenți  | Letonia                                   | 31        |         |         | 2        |           |         | 7         | 1           | 8       |        |         |         |    | 1  |
| Concurenți  | Moldova                                   | 78        | 6       | 4       |          | 6         | 10      | 2         | 7           | 6       | 4      | 8       | 4       | 4  | 5  |
| Concurenți  | Armenia                                   | 85        | 8       | 1       | 7        |           | 5       |           | 10          | 7       | 5      | 5       | 8       | 10 | 7  |
| Concurenți  | Bulgaria                                  | 60        | 2       | 2       | 4        | 1         |         |           | 3           | 12      | 3      | 6       | 5       | 6  | 4  |
| Concurenți  | Lituania                                  | 53        |         | 6       | 6        | 2         |         |           |             | 10      |        | 4       | 1       | 12 |    |
| Concurenți  | Ucraina                                   | 42        | 5       |         | 1        | 5         | 1       | 1         |             | 1       | 2      | 2       | 2       | 7  | 3  |
| Concurenți  | Macedonia                                 | 31        | 1       |         | 5        |           | 2       | 4         |             |         | 1      | 3       |         | 3  |    |
| Concurenți  | Țările de Jos                             | 103       | 7       | 12      | 10       | 7         | 8       | 6         | 5           | 2       |        | 10      | 10      | 2  | 12 |
| Concurenți  | Belarus                                   | 99        | 12      | 7       | 12       | 8         | 4       | 8         | 12          | 3       | 8      |         | 3       | 8  | 2  |
| Concurenți  | Suedia                                    | 57        | 4       | 8       | 3        | 4         | 3       | 5         | 4           |         | 6      |         |         |    | 8  |
| Concurenți  | Georgia                                   | 108       | 10      | 3       | 8        | 12        | 6       | 12        | 6           | 5       | 10     | 12      | 6       |    | 6  |
| Concurenți  | Belgia                                    | 64        | 3       | 5       |          | 3         | 7       | 3         | 2           | 4       | 12     | 1       | 7       | 5  |    |
| Concurenți  | Toate țările primesc 12 puncte din start. |           |         |         |          |           |         |           |             |         |        |         |         |    |    |

## 12 puncte
| N. | Pentru   | De la                      |
| -- | -------- | -------------------------- |
| 3  | Georgia  | Armenia, Lituania, Belarus |
| 3  | Belarus  | Rusia, Moldova, Ucraina    |
| 2  | Rusia    | Bulgaria, Suedia           |
| 2  | Olanda   | Letonia, Belgia            |
| 1  | Bulgaria | Republica Macedonia        |
| 1  | Belgia   | Țările de Jos              |
| 1  | Lituania | Georgia                    |

- Toate țările primesc 12 puncte din start. Acestea au fost acordate de catre Australia.

### Artiști care revin
Până acum regulile Concursului Muzical Eurovision Junior interziceau revenirea participanților, astfel în 2010, Ekaterinei Riabova i s-a respins cererea de participare. Dar anul acesta Ekaterina Riabova a putut participa, chiar câștigând Selecția Națională din Rusia, EBU anunțând că ar vrea să schimbe regula aceasta de anul viitor.
| Artist            | Țară  | Ani precedenți |
| ----------------- | ----- | -------------- |
| Ekaterina Riabova | Rusia | 2009           |